# デイズシリーズ
『デイズシリーズ』は、オーバーフローより発売されている18禁恋愛アドベンチャーゲームのシリーズ。榊野学園やその周辺地域を主な舞台に、男女の登場人物たちが織り成す三角関係や肉体関係を、膨大な数量のアニメーションと時間制限が存在するコマンド選択方式を組み合わせたゲームシステムで描く。なお、オーバーフローではこのゲームシステムを「ORS」 (Overflow Realtime Scriptsystem) と呼称している。
2013年現在、『School Days』・『Summer Days』・『Cross Days』の3作が存在する。3作とも、企画や脚本はオーバーフローの代表であるメイザーズぬまきちが、キャラクターデザインは数々のテレビアニメやOVAでも知られるアニメーターのごとうじゅんじが務めている。また『Summer Days』のリメイク版として、『SHINY DAYS』も存在する。

## 作品一覧
School Days（スクールデイズ）
2005年4月28日発売。シリーズ第1作。主人公は伊藤誠、ヒロインは西園寺世界と桂言葉。高い人気を受け、家庭用ゲーム機移植やアニメ化などのメディアミックス展開もされている。
Summer Days（サマーデイズ）
2006年6月23日発売。シリーズ第2作。『School Days』のスピンオフ作品。主人公は引き続き伊藤誠であるが、ヒロインは『School Days』でサブヒロインだった清浦刹那となっている。
Cross Days（クロスデイズ）
2010年3月19日発売。シリーズ第3作。『School Days』の外伝作品。新主人公の足利勇気と新ヒロインの喜連川路夏が、『School Days』の物語へ介入する。
SHINY DAYS（シャイニーデイズ）
2012年4月27日発売。『Summer Days』に『Cross Days』のキャラクターや、新ヒロインとして足利いのりを追加し、イベントやエンディングを追加したリメイク版。担当声優の引退や都合により一部キャストが変更になっている。このソフトの発売に伴い、『Summer Days』はロットアップになっている。
IslandDays（アイランデイズ）
2014年7月3日発売。本作のみPC向けではなくニンテンドー3DS向けのコンシューマ作品となり、クロンが発売を担当する。
野球拳 Strip Battle Days（やきゅうけん ストリップバトルデイズ）
2014年10月31日発売。『SHINY DAYS』におまけとして収録されていた同名の野球拳ゲームに、追加キャラクターや要素を含めて製品化した作品。主人公は伊藤誠ではない。
Strip Battle Days 2（ストリップバトルデイズ ツー）
2016年4月28日発売。『野球拳 Strip Battle Days』の続編。主人公は伊藤誠。

## 登場人物
オーバーフロー作品の例に漏れず、登場人物たちの一部にはその根幹的存在である沢越止の家系に属しているという裏設定が存在する。
また、他のオーバーフロー作品の作品群同様、本シリーズもオノレ・ド・バルザックの連作短編小説群のように世界観や時系列に関連を持たせた内容となっている。一方で、オーバーフロー代表のメイザーズぬまきちは2020年のBugBugとのインタビューの中で『School Days』制作時点では同作のシリーズ化は想定外だったとも話している。

## 登場舞台
オーバーフロー作品中の時系列上では、『PureMail -ピュアメール-』の7年後、『MISS EACH OTHER』の半年後の時期が舞台となっている。

### 施設
榊野学園（さかきのがくえん）
School Days、Cross Daysにおける主要舞台。3年制の私立学園。最寄の駅は、湾岸新線・学園前駅。制服はいわゆるブレザーであるが、ブレザーの下に着る女子用ベストはブラウスの襟に大きな赤いリボンの結ばれた胸部を強調したデザインとなっており、脚部にはサイハイソックスを着用。主要人物たちは皆、電車通学である。
『School Days』のTVアニメ版では、高等学校であることが明確に描かれており、正門の校名表記も「榊野学園高等学校」に変更されている。
教室（きょうしつ）
普通教室は前方へ下り傾斜が付いた階段状の作りとなっており、生徒たちや教員たちによる使用頻度が高い。しかし、理科室やコンピュータ室などの特別教室は使用頻度が低いため、生徒たちの一部による密会（多くの場合はセックスを伴う）・休憩室・上映会に用いられる。
図書室（としょしつ）
『Cross Days』にて言葉がよく利用するほか、図書委員である勇気が彼女や路夏の存在に気付く。場合によっては、登場人物たちがセックスの際に用いる場所となる。
校舎屋上（こうしゃおくじょう）
校舎内から通じる扉が施錠されて生徒は上がれないが、天文部部員である世界だけは学園から預かった鍵によって、自由に出入りできる。出入口の横に立つ給水塔のほか、校舎の外形に沿って落下防止用の金網で囲まれた手摺の傍には、複数のベンチが置かれている。誠と世界がセックスの際に用いる場所の1つ。
『School Days』のTVアニメ版最終話では、惨劇の舞台となった。
体育館（たいいくかん）
運動場と並んで体育の授業のほか、女子バスケ部部員である加藤乙女や甘露寺七海の部活動にも用いられる。
体育倉庫（たいいくそうこ）
特別教室と同様の理由から、生徒たちの一部による密会に用いられる。
榊野ヒルズ（さかきのヒルズ）
榊野町（さかきのちょう）に建つ複合商業施設。最寄の駅は、湾岸新線・東模手原駅、榊野町駅、模手原下駅。施設内には温水プールやレストラン、そして1泊40万円の最上階ロイヤルスイートルームで有名な高層ホテルが存在するほか、近隣には商店街も存在する。
登場人物たちにとってはデートスポットの1つであり、『School Days』のHQ版ではロイヤルスイートルームが誠と言葉のセックスに用いられる。また、TVアニメ版では温水プールが登場人物たちのグループデートに用いられるほか、OVA版の1つ『マジカルハート☆こころちゃん』では商店街が戦いの舞台となる。
ラディッシュ榊野町店（ラディッシュさかきのちょうてん）
『マジカルハート☆こころちゃん』や『Summer Days』で、登場人物たちの一部がアルバイト中のファミレス。オーバーフローの別作品『Snowラディッシュバケーション!!』や『Summerラディッシュバケーション!!シリーズ』の舞台となった、スノーラディッシュやサマーラディッシュの系列店である。店長は西園寺踊子。制服のデザインはサマーラディッシュ1号店のものに近く、肌の露出度が高い。
本シリーズでは物語の性質上、イベントの多くが榊野学園や伊藤家などの他所へ盛り込まれているためにここは舞台の1つに過ぎないが、登場人物たちにはアルバイト先や立ち寄り先として知られている。なお、『マジカルハート☆こころちゃん』では、匿名防衛サービス「ラディッシュ機動部隊」の拠点という裏の一面も持っている。
ピュアバーガー
登場人物たちの一部が立ち寄るハンバーガー店。元は『PureMail -ピュアメール-』の舞台の1つであり、登場人物たちが立ち寄っていた。
海水浴場（かいすいよくじょう）
湾岸線・東原巳駅から西原巳駅へかけて近辺の海岸線に存在する砂浜。『School Days』では惨劇の舞台となるほか、『Summer Days』ではオープニングで妹の伊藤止を伴った誠が刹那と出会う。
原増駅（はらますえき）
湾岸線と湾岸新線を結ぶ乗り換え駅。登場人物たちの行来に用いられるほか、『School Days』のHQ版では惨劇の舞台にもなる。
原巳中（はらみちゅう）
作中に校名が度々登場する中学校。『サマラデ』では二条若葉の誠・乙女・喜連川路夏・二条葉音・山県愛らは当校の卒業生で互いに面識がある。アニメ『School Days』で乙女が持っていた写真、『シャイニーデイズ』の愛の回想場面によると男子制服は黒地に金ボタンの学ラン、女子制服は紺のプリーツスカートと同色の白いラインが入った襟に赤いスカーフを巻く、身頃の白いセーラー服。
温泉宿（おんせんやど）
『School Days』のOVA版の1つ『Valentine Days』で、誠・世界・言葉・刹那・乙女・黒田光・七海・澤永泰介・桂心が訪れる。静かな景観に恵まれた純和式の旅館であり、敷地内には複数人が余裕で入れる露天風呂が存在する。なお、言葉の父にとっては勤務先の関連施設でもある模様。
葵学園（あおいがくえん）
私立の名門校。作中に校名が登場する。『PureMail』、『MISS EACH OTHER』の舞台。『スノラデ』では沢越止と伊能萌葱の会話にかつて２人が在学中に出会ったとして会話に校名が登場している。『クロイズ』では泰介・光・足利勇気・田中は当校の卒業生であることが言及されている。
綿女（わたじょ）
作中に校名が登場する学力レベルが低い女子校。『サマラデ』時点では後の清浦舞が在学しており、『クロイズ』では二条葉音・大隈二喜の在学校として言及されている。白地のボタンダウンシャツの襟に締める深緑と淡い緑のチェック柄のネクタイと色柄が揃いのスカートに青いスクールセーターを着る制服が特徴。
県立大原（けんりつおおはら）
作中に校名が登場する学力トップクラスの名門校。葵学園からエスカレーター式に進学できるらしい。『スノラデ』以前に伊能萌葱が進学しており、『サマラデ』時点では後の西園寺踊子が在学しており、『サマイズ』では村山野杏が在学していることが言及されている。

### 家屋
伊藤家（いとうけ）
誠が母の伊藤萌子と2人で暮らす高層マンションの一室。最寄の駅は、湾岸線・東原巳駅。煉瓦柄の外壁に囲まれる玄関ドアの中、複数人が横並びに立てるホールを経て、複数のソファーが置かれたリビング、それとは別に炊事や食事を行えるダイニングキッチン、誠と世界が共に足を伸ばして入れるバスタブを有して2人と言葉による3人での混浴も可能なバスルーム、そして学習机に引けを取らない大画面TVや複数人がはみ出さずに重なり合えるベッドを置いてなお余裕を有する誠の自室といった、広い間取りを持つ。萌子が夜勤で留守にすることが多いためもあり、誠とヒロインたちのセックスには頻繁に用いられるが、ルートや媒体によっては惨劇の舞台にもなる。
近所には加藤家が存在する。
西園寺家（さいおんじけ）
世界が母の踊子と2人で暮らす3階建てのアパートの一室。最寄の駅は、湾岸新線・模手原坂下駅。玄関から直結した台所、バスタブへ足を伸ばして入れないバスルームなど、全体の間取りこそ伊藤家や桂家より狭いものの、学習机やベッドを置いてなおガラステーブルを置ける広さを有する世界の自室は、誠とのセックスに用いられる。
近所には清浦家が存在しており、西園寺家と家族ぐるみの交流を行っている。
清浦家（きようらけ）
刹那が母の清浦舞と2人で暮らすマンションの一室。最寄の駅は、湾岸新線・模手原坂下駅。舞が踊子より商業的に成功していることを踏まえ、西園寺家より広く高い家屋として設定されている。『SHINY DAYS』では、自宅を飛び出した足利いのりが同居することとなる。
近所には西園寺家が存在しており、清浦家と家族ぐるみの交流を行っている。
桂家（かつらけ）
言葉が父（名前は不明）・母の桂真奈美・妹の心と4人で暮らす一軒家。最寄の駅は、湾岸線・原巳浜駅。広大な全景や屋内、高価な装飾や家具類、庭園に面した全面ガラス張りのバスルームなど、自宅が判明している登場人物の中では最も広く豪華な間取りを持つ。また、それらと同じく学習机や豪華な円形ベッドを置いてなお室内に十二分な余裕を有する言葉の自室は、誠・光・泰介とのスワッピングに用いられる。
近所には黒田家や甘露寺家が存在する。
黒田家（くろだけ）
光が両親と3人で暮らす自宅。最寄の駅は、湾岸線・原巳浜駅。洋菓子屋チェーン「おおはら」を家業とする家屋の全容は不明であるが、光の自室は学習机やベッドを置いてなおテーブルや椅子を置ける広さを有する。また、「おおはら」のレモンカスタードケーキは酸味が利いており、人気商品。他のオーバーフロー作品においても人気商品であり、設定や本編へ挙がることがある。
近所には桂家や甘露寺家が存在する。
足利家（あしかがけ）
勇気が姉の足利知恵や留守がちな両親と4人で暮らすマンションの一室。家屋の全容は不明であるが、知恵が取り巻きの石橋伊隠や吉良洋佳を連れて勇気の自室で喫煙を行うほか、知恵に招かれた路夏が勇気と知り合う。

### イベント
学園祭（がくえんさい）
榊野学園の学校行事の1つ。学祭（がくさい）とも呼ばれる。いわゆる文化祭であり、前夜祭・当日祭・後夜祭の3部から構成される。当日祭だけは一般客も入場できるため、華やかな数々の行事を見物しようと、学校関係者の家族や周辺住民たちが多く訪れる。しかし、教員たちの目が隅々までは届かないため、裏側では以下の「裏行事」が行われる。
休憩室（きゅうけいしつ）
生徒たちの一部が特別教室の一部を外から見えないよう巧妙に隔離し、他の生徒たちやその関係者たちへセックスの場所として提供する、言わば簡易型ラブホテル。室内にはベッド・ティッシュペーパー・ゴミ箱が用意されているが、場合によっては盗撮用のビデオカメラも仕掛けられることがある。『Cross Days』では、各運動部が毎年持ち回りで行っていたことが判明する。
上映会（じょうえいかい）
休憩室で盗撮した素材を特別教室へ忍び込んで上映し、その実行関係者たちで観賞する、言わば休憩室以上の裏行事。素材は無修正のため、盗撮された者たちは自らの恥部を精神的にも肉体的にも、実行関係者たちに知られることとなる。
フォークダンス
ダンス自体は、後夜祭で生徒たちがキャンプファイヤーを中心に行う行事。しかし、生徒たちの間ではダンスの際に女子から誘われた男子が承諾すると、その男女は肉体関係を伴う恋人同士として成立するという特別な意味を持つ。